# Guardamar del Segura
Guardamar del Segura (bis 1916 Guardamar) ist ein beschaulicher Erholungsort in der autonomen Region Valencia in Spanien. 2023 war Guardamar Kulturhauptstadt der Autonomen Region Valencia. Guardamars Markenzeichen sind lange, naturbelassene Strände und üppige Grünanlagen. Die Kleinstadt liegt an der Costa Blanca im Südosten Spaniens am Mittelmeer in der Provinz Alicante, in der dortigen Comarca Vega Baja del Segura oder kurz Vega Baja. Die Ortsmitte von Guardamar del Segura liegt von Alicante im Norden rund 35 km und von Torrevieja im Süden rund 14 km entfernt.
Auf dem Gemeindegebiet befindet sich die Mündung des Río Segura ins Mittelmeer. Der Ort ist für seine Pinienwälder am Meer bekannt, die zu Anfang des 20. Jahrhunderts gepflanzt wurden, um die ständige Fortbewegung der Dünen in Küstennähe einzudämmen. Seit 2010 ist wichtigstes kommunalpolitisches Thema das spanische Küstenschutzgesetz, dessen Umsetzung hunderte Immobilienbesitzer in Guardamar betrifft.

## Bevölkerung

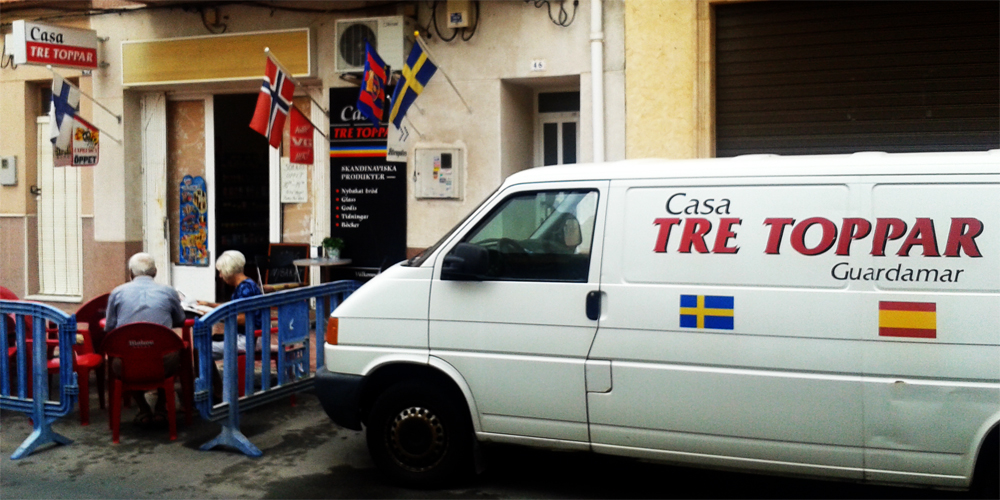
Skandinavischer Shop „Casa Tre Toppar“ in Guardamar

Guardamar hat 18.111 Einwohner (Stand: 2024), doch steigt diese Zahl nach Schätzungen auf 45.000 über die Ostertage sowie im Juli und August, wenn die Spanier (vor allem Madrider), die Ferienwohnungen im Ort besitzen, dort ihren Urlaub verbringen. 
Die Einwohnerentwicklung Guardamars verlief lange Zeit nur langsam wachsend. Die Zahl von 2.237 im Jahre 1842 hatte sich erst 1940 (4.751) verdoppelt. Auch als in anderen Gemeinden der Costa Blanca schon die Gemeinden durch den Tourismus expandierten, blieb die Einwohnerzahl in Guardamar noch einstellig. Eine dynamische Entwicklung setzte erst ab 2000 ein und führte seither zu einer Verdreifachung auf mehr als 18.000 Einwohner.  
|           | 2021   | 2011   | 2001  | 1991  | 1981  | 1970  | 1960  | 1950 | 1940  | 1930  | 1920  | 1910  | 1900  | 1887  | 1877  | 1860  | 1841  |
| --------- | ------ | ------ | ----- | ----- | ----- | ----- | ----- | ---- | ----- | ----- | ----- | ----- | ----- | ----- | ----- | ----- | ----- |
| Einwohner | 15.850 | 15.520 | 9.480 | 6.899 | 5.709 | 4.618 | 4.657 | 4.75 | 4.751 | 4.025 | 3.070 | 2.856 | 2.840 | 2.550 | 2.658 | 2.850 | 2.237 |

Neben den Spaniern gibt es nennenswerte Gruppen europäischer Residenten, vor allem Briten, aber auch Deutsche, Russen, Marokkaner und Skandinavier (mehr Norweger als Schweden).

## Klima
An der Costa Blanca, zu der Guardamar zählt, herrscht ein mildes mediterranes Klima. Die Küstenregion wird durch die Betische Kordillere von Zentralspanien abgegrenzt und stellt dadurch das trockenste Gebiet der iberischen Halbinsel dar. Die gesamte Landschaft und Vegetation zeigt schon deutlich afrikanische Züge. Die Meerestemperatur beträgt 28 Grad im Sommer, die Tagestemperaturen liegen im Sommer um 30 Grad, im Winter 16 bis 18 Grad. Guardamars Küstenlage garantiert im Sommer aber auch eine willkommene Meeresbrise, während im Hinterland, in den Städten Orihuela und Murcia, tagsüber eine große Hitze vorherrscht, welche die Bewohner jeden Sommer in die Sommerfrische der Küstenorte treibt.

## Geografie

### Strände
Der feinsandige, elf Kilometer lange Strand von Guardamar gilt als einer der schönsten in Spanien, nicht zuletzt wegen des langen, parallel zu ihm verlaufenden Pinienwaldes. Von Norden nach Süden gibt es folgende Strände:
- Los Tusales, der nördlichste Strand beginnt an der Südgrenze von Elche. Er wird vom restlichen Gemeindegebiet durch die Mündung der Segura abgeschnitten. Er ist ein Nacktbadestrand.
- Los Viveros
- Babilonia
- Centro, die „Playa Centro“ ist ein Sandstrand, an den im Norden die „Playa de Babilonia“ und im Süden die „Playa de la Roqueta“ grenzt. Die Playa Centro hat eine Länge von rund 2450 m und ist 30 m breit. Sie befindet sich in einem städtischen Umfeld und kann über Straßen gut erreicht werden. Sie hat ein Strandpromenade. Dieser Strand wird seit 1987 mit der blauen Flagge ausgezeichnet.
- La Roqueta, Sandstrand, der im Norden an die „Play Centro“ und im Süden die „Playa el Moncayo“ grenzt. Der Strand ist 1180 m lang und 35 m breit. Er befindet sich in einem städtischen Umfeld und ist über Straßen gut erreichbar. Er verfügt über einen behindertengerechten Zugang. Er wird seit 1987 mit der blauen Flagge ausgezeichnet.
- Moncayo, rund 1460 m langer Sandstrand mit direktem Zugang zum ‚Hotel Playas de Guardamar‘.
- Campo, rund 1200 m lang.
- Las Ortigas. Sandstrand, der im Süden an das Gemeindegebiet von Torrevieja grenzt.

### Mündung des Segura
Auf dem Gemeindegebiet von Guardamar mündet der Fluss Río Segura ins Mittelmeer.

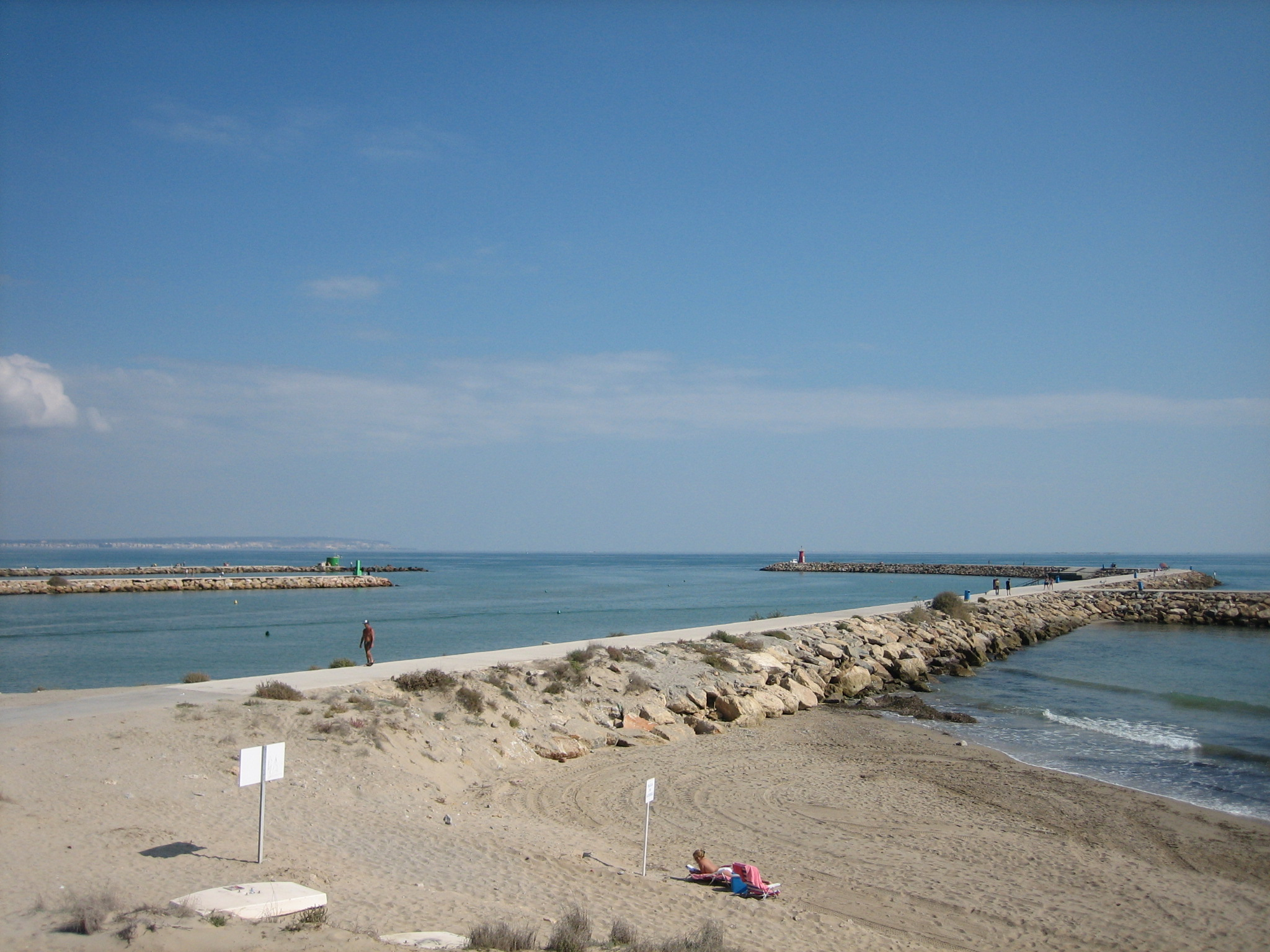
In Guardamar mündet der Río Segura ins Mittelmeer

 Das Wasserwirtschaftsamt des Segura (CHS) hat dort 2014 Exemplare der asiatischen Körbchenmuschel entdeckt. Die asiatische Körbchenmuschel, lat. Corbicula fluminea, stellt als invasive Art eine Bedrohung für die einheimischen Arten dar. Der Eindringling in das Ökosystem der Segura ist besonders robust und anpassungsfähig.

### Die Pinienwälder der „Pinada de Guardamar“
Guardamar ist insbesondere bekannt für seine Pinada de Guardamar in der Dünenlandschaft. Die Pinada ist eine großflächige Kiefernanpflanzung aus dem Anfang des 20. Jahrhunderts, mit der der Wanderung der Sanddünen am Strand Einhalt geboten wurde. Seit dem 18. Jahrhundert hatte man zunächst den Wald an der Küste abgeholzt. Das Holz wurde unter anderem für Kriegsschiffe gebraucht. Die Abholzung vollzog sich schrittweise. Die Folgen waren dann im 19. Jahrhundert gewaltig. Eine Welle aus Sand wuchs aus dem Boden der Küste und die Wanderdünen verschlangen bald die ersten Häuser von Guardamar. Die Folge des menschlichen Eingreifens in die Natur war eine zunehmende Erosion des Bodens gewesen, die durch den Schwemmsand der Seguramündung und die starken Ostwinde zusätzlich gefördert wurde. Über die Jahrhunderte formten sich aus dem Sand schließlich Dünen, die so hoch waren, dass sie ab 1896 die nördlichen Teile des Dorfes in Gefahr brachten. Die Stadt wäre als versandetes Atlantis geendet, wäre nicht Bauingenieur Franco Mira y Botella gewesen, ein bekannter spanischer Landschaftsingenieur aus der Region Alicante. In einem mühsamen Projekt ließ er zum Schutz des Dorfes ab 1897 Bäume anpflanzen und die Dünen mit unterirdischen Wällen befestigen. Der Großteil der heute 800 Hektar Dünenlandschaft umfassenden Pinada de Guardamar wurde mit Pinien, Palmen, Zypressen und Eukalyptusbäumen aufgeforstet, um das stetige Vordringen der Sanddünen zu verhindern. Der Wald war die Rettung der heutigen Stadt. Er gilt heute als ihr kostbarstes Erbe und Markenzeichen. 
Die Pinada machte Guardamar zu einem beliebten Ausflugsziel an der südlichen Costa Blanca. Nirgendwo sonst zwischen Alicante und Cartagena lassen sich solch kilometerlangen und naturbelassene Dünenlandschaften auf ausgedehnten Spaziergängen erwandern. Die Dünen liegen heute in einem Naturschutzgebiet. Es sind vor allem zwei große Parkanlagen, die den Reiz der Gemeinde ausmachen. Die Grünanlagen Parque Alfonso XII. und Parque Reina Sofia locken Jahr für Jahr Tausende von Besuchern – für Wanderungen, Picknicken im Grünen, zum Joggen oder Spazierengehen.

### Ortsbild
Früher war Guardamar ein Fischer- und Bauerndorf. Das Ortsbild wird heute vornehmlich von städtebaulich moderaten fünf- bis sechsstöckigen Häusern geprägt, was gegenüber der oftmals als „Betonwüste“ bezeichneten Nachbargemeinde Torrevieja als städtebauliche Zurückhaltung zu werten ist. Allerdings sind im Norden der Gemeinde in jüngster Vergangenheit Hochhäuser errichtet worden, die das Ortsbild mittlerweile ebenfalls nachteilig prägen.
Guardamar del Segura ist der südlichste Ort Spaniens, in dem Katalanisch gesprochen wird.

## Pinada von Guardamar

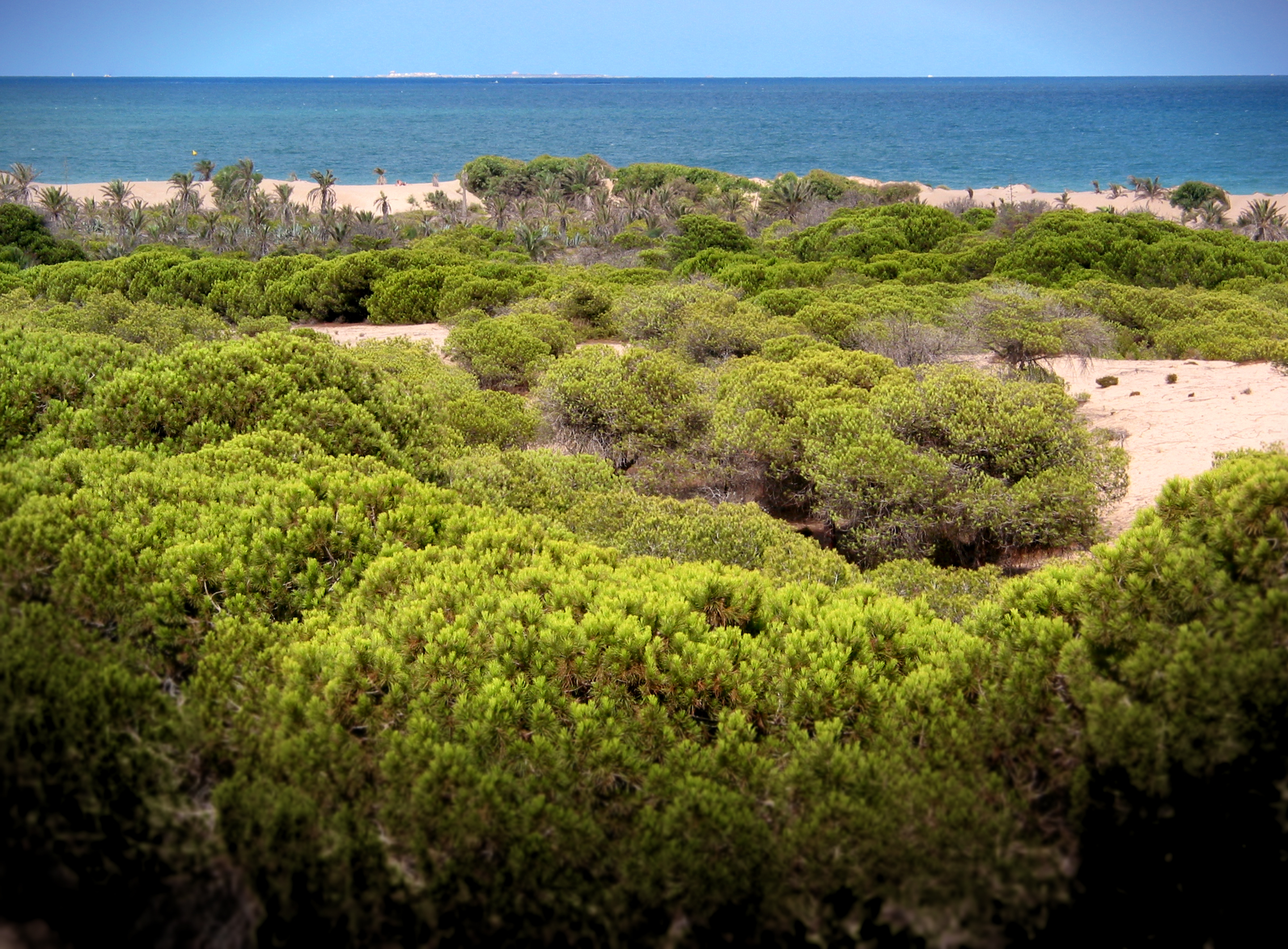
Dünen in Guardamar

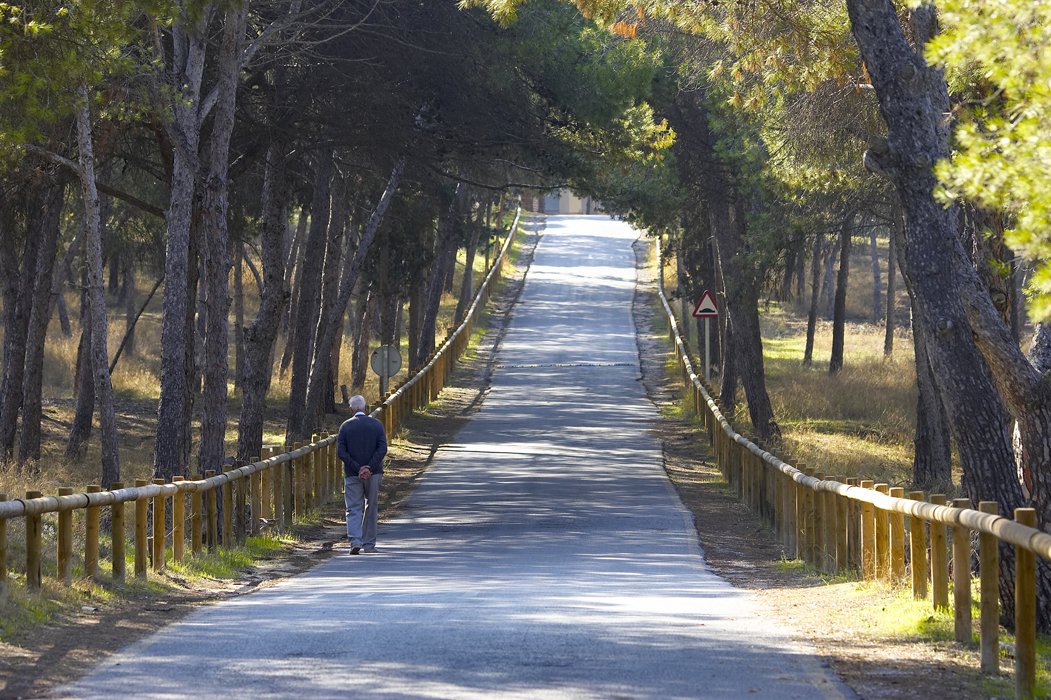
Weg durch die Pinada

Die Pinada ist eine Waldfläche mit einer Ausdehnung von 800 Hektar. Sie dehnt sich auf ehemaligen Wanderdünen aus, die zu Beginn des 20. Jahrhunderts befestigt wurden, indem man verschiedene Pflanzenarten anbaute, wie vornehmlich Pinien, Palmen, Zypressen und Eukalyptusbäume. Das Projekt der Anpflanzung wurde 1900 begonnen und 1930 beendet. Seitdem zeigt sich die Pinada in der heutigen Gestalt in unmittelbarer Nachbarschaft zum Meer. Die Dünen sind ein Produkt von Meeressedimenten, des Flusses Segura und des Ostwindes. Heute ist die Pinada in zwei Parks unterteilt, von denen der eine Park Alfonso XII. und der andere Park Königin Sofia genannt wird. Die Parks erstrecken sich zwischen dem Stadtzentrum und den Stränden von „Babilonia“ und „Los Viveros“.
Auf dem Gemeindegebiet hatte es schon immer einen dichten Pinienwald gegeben. Aber im 18. Jahrhundert wurde dieser Pinienwald für den Bau von Kriegsschiffen abgeholzt, ohne rekultiviert zu werden. Die Verwüstung wurde durch den Schwemmsand der Seguramündung gefördert, der vom Meer her wieder angeschwemmt wurde. Der Wind formte aus diesem Sand Dünen, die ab 1896 in den Nordteil des Dorfes eindrangen und dessen Häuser und Gärten bedrohte.

## Geschichte
Wie viele Regionen entlang der Mittelmeerküste ist die Stadt über die Jahrhunderte hinweg von den verschiedensten Seefahrerkulturen stark beeinflusst worden. Auf dem Gemeindegebiet von Guardamar del Segura kam es zu verschiedenen archäologischen Funden, die auf eine phönizische und eine spätere iberische Besiedlung schließen lassen. Auch fand sich dort eine islamische Rabat, also eine islamische Grenzbefestigung.

### Phönizier
Die phönizische Kolonie Alonis gilt als die älteste Siedlung in Guardamar und ist besonders reich an archäologischen Fundstücken. Die heute noch sichtbaren Überreste dieser phönizischen Hafenstadt stammen aus dem 8. Jahrhundert vor Christus. In der Ausgrabungsstätte La Fonteta wurde eine Mauer aus der Zeit der Phönizier gefunden. Diese war vier Meter hoch und verlief parallel zur Küstenlinie. Ihre Errichtung wird auf das siebte Jahrhundert vor unserer Zeitrechnung datiert. Die Ziegel sind in einem unvergleichlich guten Zustand. In einigen kann man sogar Fingerabdrücke erkennen. Die Phönizier kamen aus dem nahen Osten (heutiges Palästina, Libanon) und besiedelten noch vor den Römern die spanische Küste.

### Iberer
Ein bedeutender Fund aus der iberischen Zeit ist die berühmte Dama de Guardamar. Das archäologische Museum zeigt in einer Dauerausstellung die Ausgrabungen der Gegend und als dessen Prunkstück die über 2.300 Jahre alte „Dama de Guardamar“. Die iberische Büste wurde 1987 entdeckt.

### Araber
Später nannten die Araber den Platz وادالرمل „Guad-al-ramal“ („Sandfluss“), wovon der heutige Name wohl herrührt. Im Spanischen bedeutet „guardar“ „sicher halten“ und „mar“ bedeutet „Meer“, was eine andere Erklärung für den heutigen Ortsnamen ist.
In den Dünen von Guardamar del Segura befindet sich die erste und älteste Fundstätte eines islamischen Ribat in Spanien, also einer arabischen Grenzbefestigung in unmittelbarer Küstennähe. Es handelt sich um die archäologischen Ausgrabungsstätten La Fonteta und La Rabita. Die Festungen, von denen heute nur noch die Grundmauern erhalten sind, stammen aus dem 10. Jahrhundert n. Chr. und sind in den 1980er Jahren entdeckt worden. Derzeit wird dort von der Universität Alicante ein Ausstellungsprojekt geplant, das die Funde der Öffentlichkeit zugänglich machen soll. In alter Zeit lebten in der Festung nicht nur kampfbereite arabische Soldaten, sondern auch islamische Gelehrte, die die Kämpfer moralisch unterstützten. Die Architektur von La Rabita weist im untersten Geschoss der Festung Mönchszellen auf, im zweiten Stock war eine Moschee mit dem alles überragendem Wehrturm untergebracht. Zusammen mit dem Ribat von Sousse in Tunesien ist La Rabita die älteste Anlage dieser Art im Mittelmeerraum.

### Christliche Rückeroberung
Zwischen 1244 und 1248 eroberte Alfons X. der Weise das Gebiet um Guardamar für die Krone von Kastilien, wobei die muslimische Bevölkerung zunächst nicht vertrieben wurde. Ein Aufstand des Königs von Murcia im Jahre 1264 hatte jedoch als Vergeltung die Vertreibung der Morisken zur Folge. Einige Jahre später, 1277, gründete König Alfonso X. das christliche Guardamar del Segura an der Stelle des heutigen „Castillo“ auf dem Schlossberg. Der König gründete sie als unabhängige Gemeinde mit den gleichen Regierungsgesetzen und Privilegien (fueros) wie die Stadt Alicante und brachte die ersten Siedler aus Katalonien und Valencia als Dank für deren Widerstand gegen die Mauren an die Levante-Küste. Aus diesem Grund ist Guardamar bis zum heutigen Tag eine der südlichsten Städte, in der teilweise valencianisch gesprochen wird.

### 19. Jahrhundert

#### Verfassung von 1812
Zu Beginn des 19. Jahrhunderts besetzte eine kleine Gruppe den Ort und proklamierte die Verfassung von 1812, angeführt von den Gebrüdern Bazán. Die Erwartung, dass sich die gesamte Vega Baja gegen Fernando VII erheben würde, wurde enttäuscht.

#### Erdbeben 1829
Am 21. März 1829 forderte ein schweres Erdbeben zahlreiche Menschenleben. Es hatte die Stärke von 6,6 auf der Richterskala und hatte 389 Todesfälle in der Comarca Vega Baja del Segura zur Folge. Es zerstörte mehr als 2000 Häuser in der Comarca. Über 3000 Menschen waren damals in der Comarca Vega Baja obdachlos. Das Erdbeben zerstörte in Guardamar den mittelalterlichen Ort auf dem Schlosshügel völlig. Das maurische Castillo de Guardamar, die Burganlage aus dem 14. Jahrhundert, und der wesentlich größere untere Stadtkern mit seiner gotischen Stadtmauer aus dem 16. Jahrhundert wurden nahezu komplett zerstört. Der Ort musste völlig neu geplant und unterhalb des Schlosshügels von Grund auf wieder aufgebaut werden. Das neue Guardamar wurde im neoklassischen Stadtstil geplant (geradlinige Straßen in senkrechter Nord-Süd-Ausrichtung und drei symmetrisch angelegte Plätze). Die neue Bauweise der Häuser sollte zukünftigen Erdbeben standhalten, so dass man niedrige Häuser mit großen Innenhöfen baute. Der Altort wurde als Steinbruch für das neue Guardamar gebraucht. Guardamar galt im 19. Jahrhundert durch seine orthogonale Anordnung, wie das moderne Japan unserer Zeit, als besonders erdbebensicher. Spuren des großen Erdbebens sind, mit Ausnahme der stadtarchitektonischen Planung und der alten Schlossruine, kaum noch vorhanden.

### 20. Jahrhundert
Zu Beginn des 20. Jahrhunderts pflanzte man Pinien an, um das Vordringen der Sanddünen zu verhindern. Die Sanddünen drangen in den Ort ein und drohten die Häuser zu begraben. In den 1950er-Jahren kamen die ersten Touristen nach Guardamar. Der Tourismus ist heute der wichtigste Wirtschaftsfaktor.

## Sehenswürdigkeiten
- Torreta de Guardamar, ein Sendemast des US-Militärs, der mit 370 m Höhe das zweitgrößte Bauwerk in der Europäischen Union sein soll.

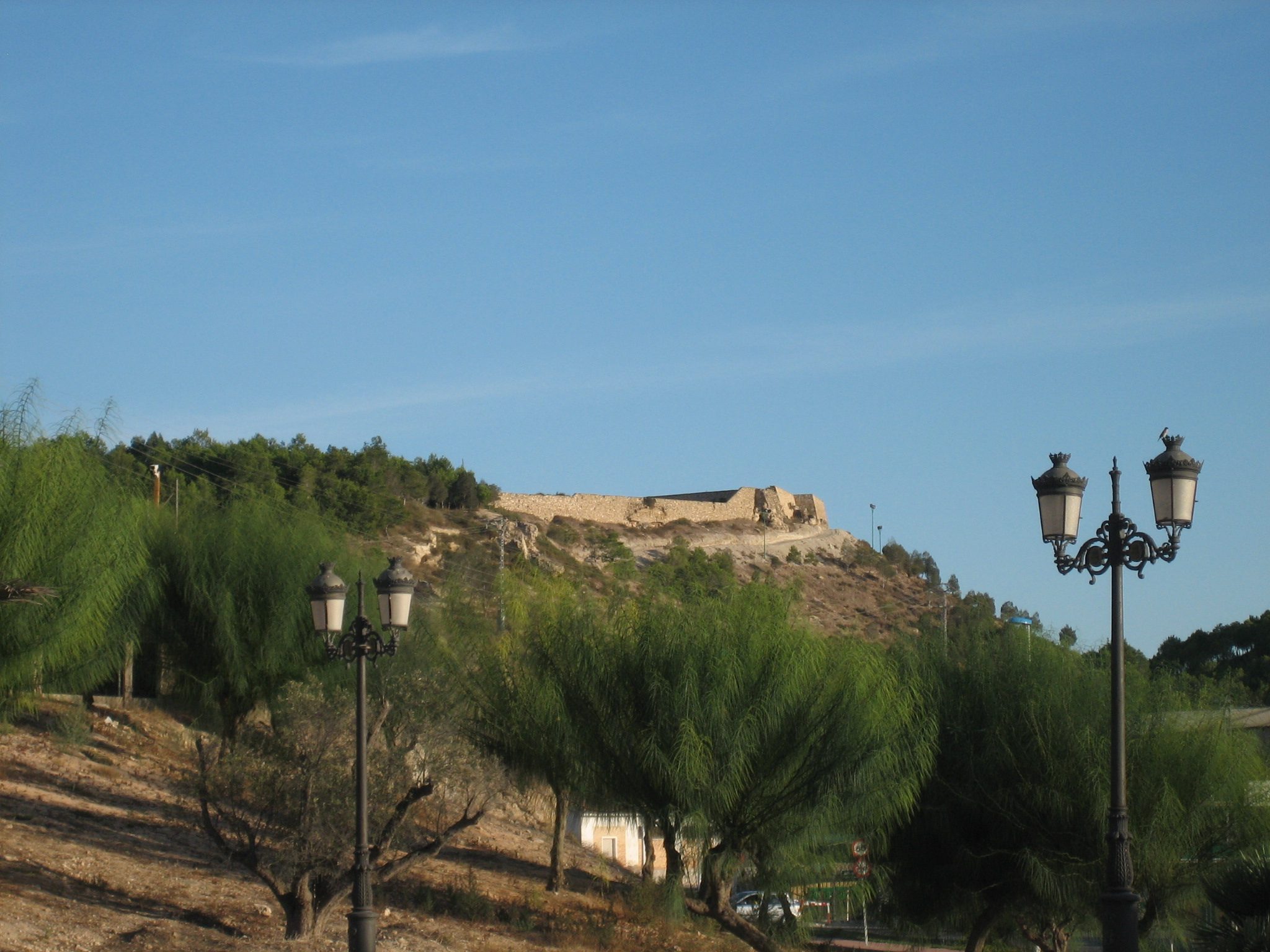
Nordsicht auf das Castillo aus dem 14. Jh.

- Das Schloss bzw. das Castillo de Guardamar. Der obere Teil des Schlosses, der arabischen Ursprungs war, wurde durch das große Erdbeben von 1829 total zerstört. Der wesentlich größere untere Teil ist von einer gotischen Stadtmauer umgeben, die im 16. Jahrhundert in beträchtlichem Umfang umgestaltet wurde. In diesem unteren Teil befand sich der Ort Guardamar bis zu dem großen Erdbeben. Er wurde danach an seinem aktuellen Ort wieder aufgebaut.

Die Burg mit ihrem 12.000 m² großen Areal sollte ab 2019 mit einem Kostenaufwand von 1,2 Millionen Euro renoviert werden. Es handelt sich um eines der wenigen größeren historischen Kulturdenkmäler des Kreises Vega Baja. Die Burganlage gilt als bester "Mirador", also Aussichtspunkt mit Panoramen der Huertas der Vega Baja, der Stadt und des Meeres. Die Burg wird erst seit 1982 systematisch archäologisch erschlossen. Erste Nutzungsspuren weisen bis ins achte Jahrhundert vor Christus zu den Phöniziern. Die Iberer schufen dort sogar eine religiöse Kultstätte, in der sich wiederum Reste aus der islamischen Zeit finden lassen. Im Frühmittelalter bauten darauf christliche Herrscher ihre Burg, die vornehmlich der Warnung vor den zu Piraten konvertierten maurischen Spaniern dienten. Die Gegend  war aber auch der Schnittstellen, an der sich kastilische und aragonische Königstruppen gegenüberstanden. Die Renaissance-Mauer soll im Zuge der Renovierungen wieder sichtbar gemacht werden.

## Sprache
Das Gemeindegebiet Guardamars ist das südlichste, in dem Valencià gesprochen wird (ein Dialekt des Katalanischen). Dieser Dialekt hat offiziellen Rang neben Castellano. Offiziell sprechen 63,8 % der Bevölkerung Valencià und 75,5 % sind in der Lage, Valencià zu lesen.

## Kultur

### Museen
Das archäologische Museum liegt in der Altstadt und zeigt in einer Dauerausstellung die Ausgrabungen der Gegend um Guardamar. Prunkstück ist die aus dem 4. Jahrhundert v. Chr. stammende Dama de Guardamar.

### Feste
- Mauren und Christen ("Moros y Cristianos"): Wie in den meisten Orten der Costa Blanca feiert man auch Guardamar den Sieg der Christen über die Mauren, und zwar in den beiden letzten Juliwochen.
- Das örtliche Patronatsfest feiert man jährlich am 7. Oktober in Erinnerung an die Virgen del Rosario.

## Wirtschaft
Der Tourismus ist derzeit der wichtigste Wirtschaftszweig. Wichtig sind auch die Bau- und Landwirtschaft. Der Anbau von „Ñora“ ist traditionell und typisch für Guardamar. Der Fischfang von Garnelen und Aal war lange traditionell, ist heute aber im Aussterben begriffen. Die Industrie ist auf eine Fabrik für Autobatterien im Norden des Ortes begrenzt.

## Persönlichkeiten
- Vicente Ramos Pérez, Historiker, Philosoph und Politiker (1919–2011)